# Dafina Memedov
Dafina Memedov, född 21 februari 1990, är en svensk-albansk fotbollsspelare (mittfältare).

## Karriär
Memedov började spela fotboll som 13-åring i Helsingborgs DFF. Hon spelade som junior även för Malmö FF. 2009 gick Memedov till Kristianstads DFF. Inför säsongen 2010 gick hon till Stattena IF i Söderettan.
Säsongen 2011 spelade Memedov för Linköpings FC och Linköping Kenty. Säsongen 2012 gick hon till IFK Norrköping.
Inför säsongen 2015 gick Memedov till Limhamn Bunkeflo. Mellan 2016 och 2017 spelade hon för Stattena IF.